# European 5-a-Side
European 5-a-Side, anche intitolato Five-a-Side Footy nelle schermate o Five-a-Side Football sulle copertine di alcune edizioni, è un videogioco di calcio a 5 pubblicato nel 1988 per Amstrad CPC, ZX Spectrum e Commodore 64 dall'etichetta a basso costo Silverbird. In parte delle edizioni, sulla cassetta originale o nelle schermate è indicata Firebird, mentre la custodia riporta Silverbird, ma si tratta in ogni caso di marchi della Telecomsoft.

## Modalità di gioco
Si possono disputare solo partite singole, contro il computer a un unico livello di difficoltà oppure tra due giocatori in competizione. Il campo appare con visuale dall'alto e con scorrimento verticale. Si può regolare la durata dell'incontro e il colore di sfondo del campo.
Il calciatore attualmente controllato dal giocatore, indicato da una freccia su Specrtum o dal colore su Commodore 64, viene selezionato automaticamente dal computer ed è il più vicino alla palla. Si può passare, con velocità proporzionale alla velocità del giocatore, o calciare un pallonetto con pressione prolungata del pulsante o tasto. Per rubare palla è sufficiente un contatto con l'avversario nel punto giusto. Il portiere è controllato direttamente dal giocatore e può tuffarsi. Non esistono i falli e la palla non può uscire dal campo in quanto rimbalza sui bordi (su Amstrad e Spectrum sono visibili le pareti fatte di cartelloni pubblicitari).